# Суров, Игорь Александрович
И́горь Алекса́ндрович Суров (род. 16 ноября 1985, Челбасская, Краснодарский край) — российский футболист, футбольный тренер.

## Биография
Воспитанник футбольной ДЮСШ города Краснодар. Первый наставник Евгений Владимирович Тихомиров. Свою профессиональную карьеру начал в кишиневском «Политехнике». В 2008 году был приглашён в подмосковный «ТЕКС» в качестве опорного защитника и до 2016 года играл во многих других российских клубах низшего дивизиона. В 2017 году перешёл в душанбинский ЦСКА, где стал основным защитником команды и привёл клуб к бронзовым медалям чемпионата Таджикистана. С 2019 года перешёл на тренерскую должность и начал работать в клубе «Сумида» из города Улан-Батор и вывел её в высший дивизион чемпионата Монголии. Во время паузы в чемпионате их-за пандемии вернулся на родину и возглавил мини-футбольный клуб «Альфа» из города Краснодар. Летом 2022 года возглавил клуб из Худжанда "Эсхата", выступающий в чемпионате Таджикистана.. В 2023 году привел команду к первым в ее истории бронзовым медалям. В 2025 году покинул "Эсхату".

## Достижения

### В качестве игрока
- Бронзовый призёр Чемпионата Таджикистана: 2017

### В качестве тренера
Бронзовый призер чемпионата Таджикистана: 2023